# إس إس مونا كوين
إس إس مونا كوين (1852) (بالإنجليزية: SS Mona's Queen (1852)) كانت أول سفينة تحمل هذا الاسم في تاريخ شركة آيل أوف مان ستيم باكيت. كانت باخرة مجذافية حديدية خدمت الشركة من عام 1853 حتى عام 1880.

## البناء والمواصفات
تم بناء السفينة وتجهيزها بمحرك بواسطة شركة جي. آند جي. طومسون في غوفان، غلاسكو، وتم إطلاقها في 27 نوفمبر 1852. كانت الحمولة المسجلة للسفينة 600 طن، بطول 170 قدمًا، وعرض 27 قدمًا، وعمق 13 قدمًا. تم تسجيل سرعتها بـ13 عقدة (24 كم/س).
حملت السفينة تمثالًا لملكة بريطانيا فيكتوريا على مقدمتها، وكانت أول سفينة في الشركة تُبنى خارج شركة روبرت نابير وشركاه. لا توجد سجلات رسمية لتكلفة البناء، ولكن يُعتقد أنها كانت حوالي 14,000 جنيه إسترليني. في عام 1855، تم تمديد السفينة (التفاصيل غير مسجلة) بتكلفة 2,111 جنيه إسترليني.

## الخدمة
بدأت مونا كوين خدمتها في فبراير 1853، وعملت على خطوط الشركة بين دوغلاس وموانئ مختلفة في المملكة المتحدة. في يناير 1862، اصطدمت السفينة بالباخرة سليغو في نهر ميرسي. قررت التحقيقات الرسمية أن الخطأ كان من جانب شركة ستيم باكيت، وتم تغريمها حوالي 300 جنيه إسترليني. تم تخفيض رتبة القبطان من "ماستر من الدرجة الثانية" إلى "ماستر من الدرجة الثالثة"، وتم تقليل راتبه من 275 إلى 250 جنيهًا إسترلينيًا.

## نهاية الخدمة
بعد عشر سنوات من الخدمة، قرر المديرون بيع السفينة وعرضوها على شركة كونارد، ويلسون وشركاه مقابل 20,000 جنيه إسترليني، لكن العرض رُفض. بدأت مفاوضات مع شركة في وايتهيفن لبيعها مقابل 14,000 جنيه إسترليني، لكنها لم تكتمل. استمرت السفينة في خدمة الشركة حتى تم تفكيكها في عام 1880.